# Превенция
Превенция (от позднелат. praeventio — опережаю, предупреждаю; англ. prevention) — предупреждение, предохранение, предотвращение.
Например, в праве превентивными мерами называют профилактические и другие меры, направленные на предотвращение преступлений и других правонарушений. Виды:
- Общая превенция — предупреждение совершения правонарушений другими лицами; пример наказания одного лица сдерживает других субъектов от совершения подобных деяний, так как они не желают подвергаться подобным лишениям;
- Частная (специальная) превенция — предупреждение совершения правонарушений тем же лицом (самим правонарушителем), которое воздержится в будущем от подобного поведения, чтобы избежать повторного наступления неблагоприятных последствий.

## Общая превенция
Общая превенция — это предупреждение совершения преступлений гражданами, склонными к противоправным поступкам. Основную роль в общей превенции играет страх преступника перед наказанием, которое с высокой вероятностью может последовать за совершением преступления. Кроме того, существенное значение имеет отношение общества в целом к преступлению и преступникам: если оно является негативным, преступлений совершается меньше. В исторической основе лежит крылатое латинское выражение «cessante causa, cessat effectus» — с прекращением причины, прекращается следствие.
Цель общей превенции достигается информированием общества о совершённых преступлениях и наказаниях, применённых к преступникам, а также проведением со стороны государства информационной политики, направленной на создание отрицательного образа преступника, непримиримого отношения к совершённым преступлениям.
Сторонники ужесточения мер наказания, применяемых к преступникам, зачастую утверждают, что такое ужесточение позволит более эффективно достичь цели общей превенции. Однако оппоненты считают, что чрезмерно жестокие наказания, напротив, уменьшают эффект общей превенции, поскольку в обществе возникает симпатия к преступникам и антипатия к государству, которое причиняет им страдания; также преступность ужесточается (за счёт того, что риск наказания перестаёт удерживать преступника от совершения более тяжких преступлений) и профессионализируется. Поэтому предлагается уделять основное внимание не тяжести наказания, а его неотвратимости: чем ниже процент лиц, которые оказываются способными избежать наказания, тем выше эффективность общей превенции.

## Частная превенция
Превенция частная — понятие теории уголовного права; означает профилактику (предупреждение) совершения новых преступных акций лицами, уже совершившими какие-либо преступления, что достигается путём применения к ним мер уголовного наказания, а также принудительных мер медицинского и воспитательного характера, условного осуждения.